# FRONT MISSION 2089-II
『FRONT MISSION2089-II』（フロントミッション2089-ツー）は、スクウェア・エニックスより配信された携帯電話用ゲーム。ジャンルはシミュレーションRPG。
「フロントミッションシリーズ」の携帯サイト「フロントミッションモバイル」の1コンテンツである。対応機種はNTTドコモのiモード（FOMA900i以降）とauのEZweb（W4x以降）。2007年4月25日には、追加要素を加えたメガiアプリ対応の『FRONT MISSION2089-II mega』が配信された。2011年2月28日、同サイトの閉鎖に伴い配信は終了した。

## 概要
携帯電話用ゲーム『FRONT MISSION 2089』の続編。外伝的なタイトルではあるが歴史や設定はナンバリングシリーズと同じである。2003年に開始されたフロントミッションプロジェクトの1つ。
2006年9月15日~2007年11月28日までに全51ミッションを配信し、ゲーム本編『FRONT MISSION 2089-II』と、ゲーム本編と連動している『FRONT MISSION 2089-II SURVIVAL SIMULATOR』が配信された。
また、2007年4月25日には、本編とサバイバルシミュレータが統合されオープニングデモが新たに追加されたメガiアプリ対応の『FRONT MISSION2089-II mega』が配信された。

## ゲームシステム
基本的には前作『2089』と同じではあるが、スキル数の大幅増加や『5th』のジョブシステムを採用したりとバージョンアップをしている。
また同じく『5th』で登場した「サバイバルシミュレータ」が『FRONT MISSION2089-II SURVIVAL SIMULATOR』として配信されており、パーツなどを本作に引き継ぐことが可能である。

## あらすじ
西暦2089年、激動の戦火渦巻くハフマン島、一人の新人傭兵トーネードが降り立つ。チャリオット隊で隊長のサーナ、WAP格闘のスペシャリスト・ミスト、WAP狙撃の名手・ホセ、ミサイルランチャーのスペシャリスト・ナパーム達と駆け抜け、成長していく物語である。